# Półwieś, Tỉnh Warmian-Masurian
Półwieś [ˈpuu̯vjɛɕ] (Ebenau của Đức) là một ngôi làng thuộc khu hành chính của Gmina Zalewo, thuộc hạt Iława, Warmian-Masurian Voivodeship, nằm ở miền bắc Ba Lan.